# いわき市歌
「いわき市歌」（いわきしか）は、福島県いわき市が制定した市歌である。作詞・乗田まさみ、補作・草野心平、作曲・小林研一郎、補作曲および編曲・渡邊浦人。

## 解説
1966年（昭和41年）に磐城市、常磐市、内郷市、平市、勿来市など14市町村の合併により発足したいわき市の成立1周年を記念し、歌詞の懸賞募集を実施した。応募総数は427篇で、小川町出身の詩人・草野心平が補作したものを採用とした。入選者の乗田まさみは、北原謙二「ふるさとのはなしをしよう」や「かに道楽」CMソングの作詞で知られる伊野上のぼるの別名義である。引き続き作曲部門の募集が行われ、小名浜出身で東京芸術大学に在学中であった小林研一郎の応募作が入選した。
制定告示は1967年（昭和42年）10月1日付で市章と合わせて行われ、11月3日に平市民会館で行われた市制1周年式典において発表演奏が実施された。いわき市役所では市歌の演奏機会について「毎年一〇月一日に市で開催する市政功労者表彰式典で斉唱する」としている。1983年（昭和58年）には初演と同じ平市民会館で開催された市内出身の若手音楽家6名による共演「モーツァルトの夕べ」で、作曲者の小林が自ら指揮を執って参加者一堂による斉唱が披露された。
2番では「炭鉱（やま）に工場に こだまする歌」として市歌制定から9年後の1976年（昭和51年）に閉山した常磐炭田が取り上げられているが、閉山後も特に歌詞は変更されていない。いわき市役所では2026年（令和8年）の合併60周年に向け、現状にそぐわなくなった市民憲章の条文見直しと合わせて市民歌の歌詞改訂や新市民歌への代替わりを行うべきか市民を対象にアンケートを行ったが、結果は「見直す必要がない」54%・「どちらでも良い」30%・「見直した方がよい」16%と現状維持を支持する意見が過半数を占めた。

## 備考
いわき市の前身となった14市町村では、平市のみ1956年（昭和31年）1月8日に「平市歌」（作詞：北郷雪夫、作曲：八木伝）を制定していた。全3番の歌詞は1959年（昭和34年）刊の『概説平市史』に収録されているが、楽譜の所在が確認されておらず有志の手で聞き取りによる復元作業が進められている。